# كمانغر

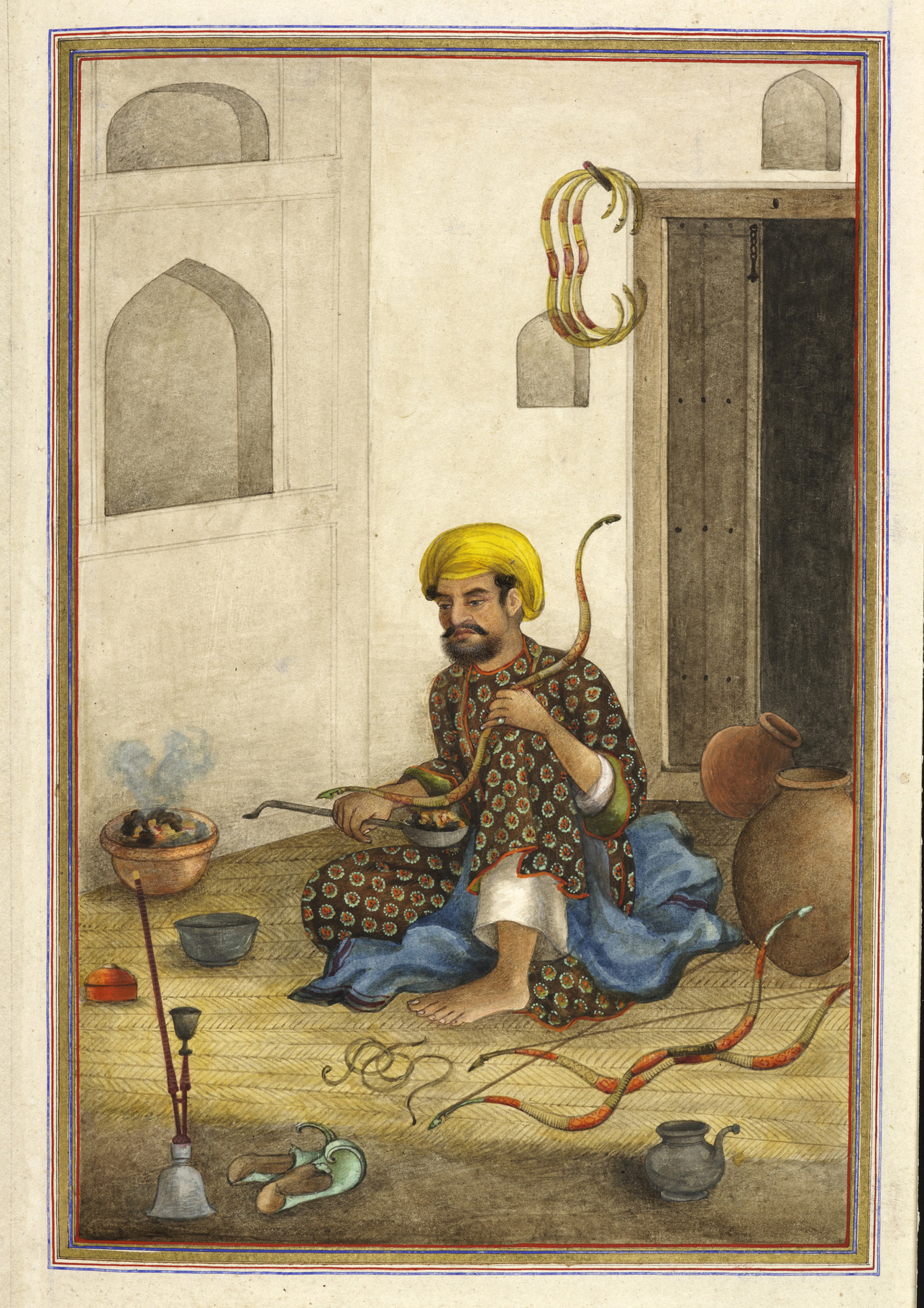
صانع قوس من الكمانغر- كتاب تشريح الأقوام (1825)

كمانغر (بالفارسية كمانگر) مجتمع مسلم يوجد في شمال الهند، في شينيوت وجنوب البنجاب وشمال السند وجنوب خيبر بختونخوا في باكستان.

## أصل التسمية
الاسم مشتق من الكلمتين الفارسيتين كمان، وتعني القوس، وغَر تعني صانع. كمانغر أي صانعي القوس أو صانعي الأسلحة.

## الأصل والتاريخ
تعود أصول كمانغر من رجل من (أو اسمهُ) بني سعد. هاجروا إلى السند والبنجاب وأوتار براديش من منقطة رواري في هاريانا، برفقة الجيوش المغولية. يدعي بعض أقسام المجتمع أنهم ينتمون إلى مجتمع القريشي بينما يدعي أخرون أنهم من إلى مجتمع المغولي.